# Креспо, Эрнесто
Эрне́сто Кре́спо (исп. Ernesto Crespo; 8 декабря 1929 — 6 марта 2019) — отставной высокопоставленный офицер Военно-воздушных сил Аргентины.

## Биография
В период с апреля по июнь 1982 года бригадир Эрнесто Креспо командовал IV авиационной бригадой и отвечал за Fuerza Aérea Sur (Южные военно-воздушные соединения аргентинских ВВС), которые принимали непосредственное участие в Фолклендской войне с Великобританией.
10 декабря 1983 года Эрнесто Креспо стал одним из офицеров командного состава ВВС Аргентины после возвращения демократического строя. 5 марта 1985 года он получил звание бригадного генерала и был назначен командующим ВВС Аргентины. 8 марта 1985 года бывший командир ВВС, бригадный генерал Теодоро Гильермо Вальднер был назначен начальником Объединенного штаба Вооружённых сил Аргентины.
В 1987 году в Аргентине произошло восстание военнослужащих, получившее название «карапинтадас», а бригадный генерал Эрнесто Креспо заявил о полной поддержке военно-воздушных сил действующего президента Рауля Альфонсина и добавил, что если восстание станет массовым, то готов принять участие в его подавлении. Во время службы Эрнесто Креспо на посту командира ВВС Аргентины началась разработка ракеты «Кондор». Однако, в начале 1990-х годов развитие этого проекта было приостановлено во время президентского срока Карлоса Саула Менема из-за политического давления, оказанного Соединёнными Штатами Америки на Аргентину. 11 июля 1989 года Эрнесто Креспо уволился с военной службы и вышел на пенсию. Бригадный майор Хосе Антонио Хулиа возглавил ВВС Аргентины и был повышен в звании до бригадного генерала.